# リュートプランド (クレモナ司教)
クレモナのリュートプランド（羅: Liutprandus Cremonensis、独: Liutprand von Cremona、920年 - 972年）は、神聖ローマ帝国の外交官・政治家・歴史家・宗教家。クレモナ司教（在任：961年 - 972年）。東ローマ帝国通として知られた。リュートプランドの表記ゆれとしてリウトプランドやリウドプランドがみられる。

## 生涯・人物
リュートプランドの一族は、代々ランゴバルド王国のパヴィア宮廷に仕えた名家であり、東ローマ帝国とランゴバルド王国間の外交を担当していた。そのため、リュートプランドもまた外交官となるべく東ローマ風の教育を受け、949年には私費でコンスタンティノープルに留学したという。この留学は非常に快適であったらしい。帰国する際には、東ローマの名産品であった緋の絹布を大量に輸入して大いに利益をあげたという。その後、オットー1世に仕えたリュートプランドはクレモナの司教に任命される。
953年、オットー1世がアブド・アッラフマーン3世に対する親書をゴーズのジャン（仏: Jean de Gorze）に持たせてコルドバへ向かわせた。この親書はオットー1世がイスラームやカリフについて無知であったためにジャンの命さえ奪われかねない内容であったという。ジャンからこれを見せられたアブド・アッラフマーン3世やハカム2世に仕えたキリスト教の司教レセムンド（西: Recemundo）はジャンをコルドバに滞在させ、オットー1世の元へ赴き新しい親書を956年に持ち帰った。この間、『コルドバ歳時記（阿: تقويم قرطبة）』作者の文人としても知られるレセムンドと友好を結んだリュートプランドは勧められて『第一回コンスタンティノープル紀行』（コンスタンティノープル使節記(羅: Relatio de legatione Constantinopolitana)）を書きレセムンドに捧げた（レセムンドは後年、コンスタンティノープルやエルサレムに巡礼を行う）。
オットーが皇帝となった後にはその子オットー2世の妻にテオファヌを迎えるため967年に大帝使節としてマケドニア朝のニケフォロス2世と交渉した。しかし東ローマ帝国では神聖ローマ帝国（この時代は単にローマ帝国と名乗っていた）皇帝となったオットー1世を簒奪者とみなしており、宮廷内の反応は冷ややかなものであった。さらに、以前の留学時と同じく緋の絹布を持ち帰ろうとしたところ空文となっていた遠い昔の規則を語る税官吏に押収されてしまったため、皇帝の名を引き合いに出し抗弁したところ、「緋の絹布は、知恵にも富にも他に抜きん出た民族だけが使うものだ」と侮辱され、「イタリアでは最下等の街娼や辻占いでさえこの色を着るのだ」と捨て台詞を残し帰国した。
こうしたことから激情家だったリュートプランドは以前の公平さを失い、オットー1世宛に送った手紙で書いた「彼らはイタリア人、ザクセン人、フランク人、バイエルン人、シュヴァーベン人、いや他のどの民族も、この着物を着るに値しないというのです。この意気地なしの女々しい、長袖の、飾り立てた、お仕着せをつけた嘘つきども、宦官ども、怠け者共が緋の衣を着るというのに、戦に鍛えられ、信仰と慈悲の心あつく、あらゆる徳性をそなえた神の僕である私どもの英雄達がそうしてならないというのは、侮辱も甚だしい。これが侮辱でなくて、何が侮辱でしょう。」というような、東ローマ宮廷に対する罵詈雑言であったり、事実を曲解したり、作為した記録を数多く残した。
『コンスタンティノープル使節記』以外の著作に、『報復の書』、『オットー史』が知られる。
堀米庸三は、彼に匹敵するギリシア通が後世に現れなかったため、彼の東ローマに対する偏見が後世まで影響を及ぼしたと述べている。

## 関連書籍
- 大月康弘 訳『コンスタンティノープル使節記』知泉書館、2019年。ISBN 978-4-86285-305-9。